# Crotalus aquilus
Crotalus aquilus (nome comum: cascavel-escura-de-querétaro) é uma espécie de víbora venenosa que pode ser encontrada nas terras altas do México central. Não existe qualquer subespécie reconhecida actulamente. O epíteto específico, aquilus, é o termo em latim para "águia" e faz referência à elevada altitude em que pode ser encontrada esta espécie.

## Descrição
Esta espécie pode crescer até atingir um comprimento total de 67.8 cm, mas a maioria dos espécimes adultos, os quais se descrevem como robustos, têm menos de 50 cm de comprimento.

## Distribuição geográfica
Pode ser encontrada nas terras altas do México central, em Guanajuato, Hidalgo, Michoacán e San Luis Potosí. A localidade tipo referida é "próximo de Alvarez, San Luis Potosí, México".

## Habitat
Estas serpentes podem ser encontradas nos habitat de prados abertos e geralmente rochosos a norte do Eixo Neovulcânico. Ocorrem também em bosques de pinheiro-carvalho, áreas cársticas abertas, prados de montanha e prados rochosos de mesquital, a altitudes entre os 1080 e os 3110 metros.

## Estatuto de conservação
Esta espécie está classificada como Pouco Preocupante na Lista Vermelha da IUCN de espécies ameaçadas (v3.1, 2001). As espécies assim classificadas apresentam ampla distribuição geográfica, grande população estimada ou não é provável que estejam a sofrer um declínio suficientemente rápido para ser classificadas numa categoria de maior ameaça. A tendência populacional era estável quando foi avaliada em 2007.